# Panmixia
La panmixia o panmixis es apareamiento aleatorio. En una población panmíctica, todos los individuos pueden ser parejas, lo que implica que no hay restricciones de apareamiento. El efecto Wahlund supone que la población general es panmíctica.

## Especies panmícticas
Recientemente se ha informado de que una población panmítica Monostroma latissimum, un alga marina verde, muestra especiación simpátrica en islas del sudoeste de Japón. Aunque es panmíctica, una filogenia molecular utilizando intrones nucleares revelaron la diversificación de escalonamiento de la población. Otro ejemplo notable de una especie panmíctica incluye la abeja Amegilla dawsoni que puede verse obligada a agregarse en las áreas de apareamiento comunes debido a la desigual distribución de los recursos en su entorno desértico.
Pantala flavescens es una población panmíctica global.